# Planetary Annihilation
Planetary Annihilation – komputerowa strategiczna gra czasu rzeczywistego stworzona przez studio Uber Entertainment. Produkcją gry zajęli się ludzie związani wcześniej z tworzeniem gier Total Annihilation i Supreme Commander.

## Rozgrywka
Planetary Annihilation ma być oparte na rozgrywce na powierzchni zróżnicowanych planet i asteroid, ale także z uwzględnieniem całych systemów gwiezdnych. Graczowi zostanie dana możliwość podboju innych światów, a nawet układów planetarnych. Jedną z głównych cech gry ma być możliwość niszczenia planet z wykorzystaniem asteroid. Twórcy zaznaczają także, że ważniejsza będzie kontrola na poziomie makro, niż mikro, co było jedną z cech Total Annihilation.
Podczas wywiadu dla pisma „PC Gamer” i strony Joystiq, główny projektant gry Jon Mavor stwierdził, że rozgrywka oraz jej złożoność i długość mogą być bardzo zróżnicowane, począwszy od półgodzinnej gry dwóch graczy, a kończąc na długich starciach czterdziestu uczestników.

## Historia
Główny projektant Planetary Annihilation Jon Mavor jest autorem silnika graficznego do gry Total Annihilation, a oprócz tego był głównym programistą Supreme Commander. Część artystyczna została opracowana przez Steve'a Thompsona, który wcześniej również pracował nad uprzednio wymienionymi tytułami. John Patrick Lowrie, który nagrał całą narrację do Total Annihilation w tej samej roli zaangażowany jest w prace nad grą.
Według Mavora założenia gry były rozwijane przez trzy lata przed pokazaniem jej publicznie. Dodatkowo serwer oraz silnik, które są wykorzystywane przez grę zostały opracowane na przestrzeni kilku lat przed pokazaniem gry, z czego część technologia serwera została stworzona już wcześniej na potrzeby UberNetu, sieci Uber Entertainment.

### Kickstarter
Zamiast zdobyć środki na wydanie Planetary Annihilation standardowymi sposobami, Uber Entertainment wybrało modny w tym czasie crowdfunding. Środki postanowiono zebrać poprzez serwis Kickstarter, gdzie gra została pokazana 15 Kwietnia 2012 roku. Twórcy wyznaczyli cel zbiórki na 900 tysięcy dolarów.
Produkcja osiągnęła wsparcie w wysokości 450 tysięcy dolarów w ciągu pierwszych pięciu dni akcji. 22 kwietnia Uber Entertainment ogłosiło zbiór dodatkowych celów, które przyczynią się do dodania kolejnych funkcji do ich produkcji. Były to kolejno: jednostki i planety wodne (1,1 mln dolarów), gazowe giganty i platformy orbitujące (1,3 mln), lawa i metalowe planety (1,5 mln), galaktyczna wojna (1,8 mln), nagrana przez orkiestrę pełna ścieżka dźwiękowa (2 mln), film dokumentalny z procesu powstawania gry (2,1 mln).
Piętnastego dnia akcji gra osiągnęła pierwotny cel 900 tysięcy dolarów, a na zakończenie zbiórki 14 września 2012, gra uzbierała 2 miliony 228 tysięcy dolarów poprzez Kickstarter oraz 102 tysięcy poprzez PayPal. Dzięki temu "odblokowane" zostały wszystkie dodatkowe cele założone przez twórców.
Planetary Annihilation został jedenastym projektem na serwisie Kickstarter, który przekroczył granicę miliona dolarów.

### Wydanie
Wersja alfa została wydana 8 czerwca 2013 roku, natomiast wersja beta 26 września 2013 roku. Gra jest dostępna w serwisie Steam w systemie Wczesny Dostęp Steam od 13 czerwca 2013 roku.